# Ernest Friedrich Gilg
Ernst Friedrich Gilg ( 12 de enero de 1867, Obereggenen, Schliengen, Baden-Württemberg - † 11 de octubre de 1933, Berlín) fue un botánico alemán.

## Vida
Gilg fue curador del Museo botánico de Berlín. En coautoría con Heinrich Gustav Adolf Engler publica „Syllabus der Pflanzenfamilien“ (1921), y „Das Pflanzenreich“.

## Honores
Se nombra en su honor el género botánico Gilgiochloa de la familia dee las gramíneas Poaceae.

## Obra
- Pharmazeutische Warenkunde, 4ª ed. 1911
- Botánica aplicada a la Farmacia Editorial Labor S.A. traducido de la 6.ª ed. por Pio Font Quer, 1925. Grundzüge der Botanik für Pharmazeuten, 6.ª ed. 1921
- Lehrbuch der Pharmakognosie, 3ª ed. 1922
  - 1ª ed. - Berlín : Springer, 1905
  - 2.ª ed. - Berlín : Springer, 1910. en línea en Universitäts- und Landesbibliothek Düsseldorf

Identificó y nombró 42 especies, subespecies, subfamilias.
- La abreviatura «Gilg» se emplea para indicar a Ernest Friedrich Gilg como autoridad en la descripción y clasificación científica de los vegetales.[1]

## Literatura
- Zander, R. 1984. Fritz Encke, Günther Buchheim, Siegmund Seybold: Handwörterbuch der Pflanzennamen. Ulmer Verlag. Stuttgart. ISBN 3-8001-5042-5